# Warcraft II: Beyond the Dark Portal
Warcraft II: Beyond the Dark Portal – dodatek do gry Warcraft II: Tides of Darkness stworzony przez Cyberlore Studios i wydany 22 marca 1996 przez Blizzard Entertainment.

## Fabuła
Akcja gry opowiada o wojnie w Draenorze (ekspedycji przymierza i walce o Portal) i zaczyna się tam, gdzie skończyła się historia Tides of Darkness. Mroczny portal prowadzący do Draenoru został zniszczony, a Azeroth powrócił w ręce prawowitych właścicieli. Jednak gdy w Azeroth ludzie świętują swój tryumf nad Hordą Orków, w Draenorze do władzy dochodzi Ner'zhul, który jednoczy tamtejsze klany orków by ruszyć z kolejną ekspedycją do świata Azeroth. Warcraft 2 posiada 14 misji dla każdej z ras.